# Блонська Серафима Ясонівна
Блонська Серафима Ясонівна (3 жовтня 1870, Верхньодніпровськ — 9 серпня 1947, Таганріг) — українська художниця. Мешкала на Донщині.

## Біографія
Народилася Серафима Блонська 1870-го року в місті Верхньодніпровську Катеринославської губернії (сучасна Дніпропетровщина). З п'ятирічного віку жила з родиною у Таганрозі, де закінчує гімназію з золотою медаллю, потім навчається у Київській рисувальній школі українського художника Миколи Мурашка, в якій студіювали мистецькі науки такі відомі живописці, як Микола Пимоненко, Іван Їжакевич, Михайло Жук, Валентин Сєров, Казимир Малевич. Закінчила освіту Серафима Блонська в Імператорській Академії мистецтв — найвищому мистецькому закладі Росії. Потім стажувалася в Італії. Після повернення у Санкт-Петербург важко захворіла на черевний тиф. Доглядав за хворою колишній однокашник по Академії мистецтв Олександр Леонтовський, уродженець Миргорода. 1910-го року 45-річний Леонтовський і 40-літня Блонська одружилися, і назавжди переїхали до Таганрога. Тут вони відкрили школу малювання та живопису, де брали зі студентів символічну платню в 25 копійок на місяць, а дітей-сиріт навчали безкоштовно. Мистецька школа у Таганрозі існувала до 1928-го року, коли помер Олександр Леонтовський.
Померла Серафима Блонська 1947-го року, і похована на старому Таганрізькому цвинтарі, але пам'ятник на її могилі встановили лише у 2010-му році за рахунок коштів міського бюджету. За минулі 63 роки грошей на вшанування її пам'яті в Таганрозі не знаходилося.

## Творчість

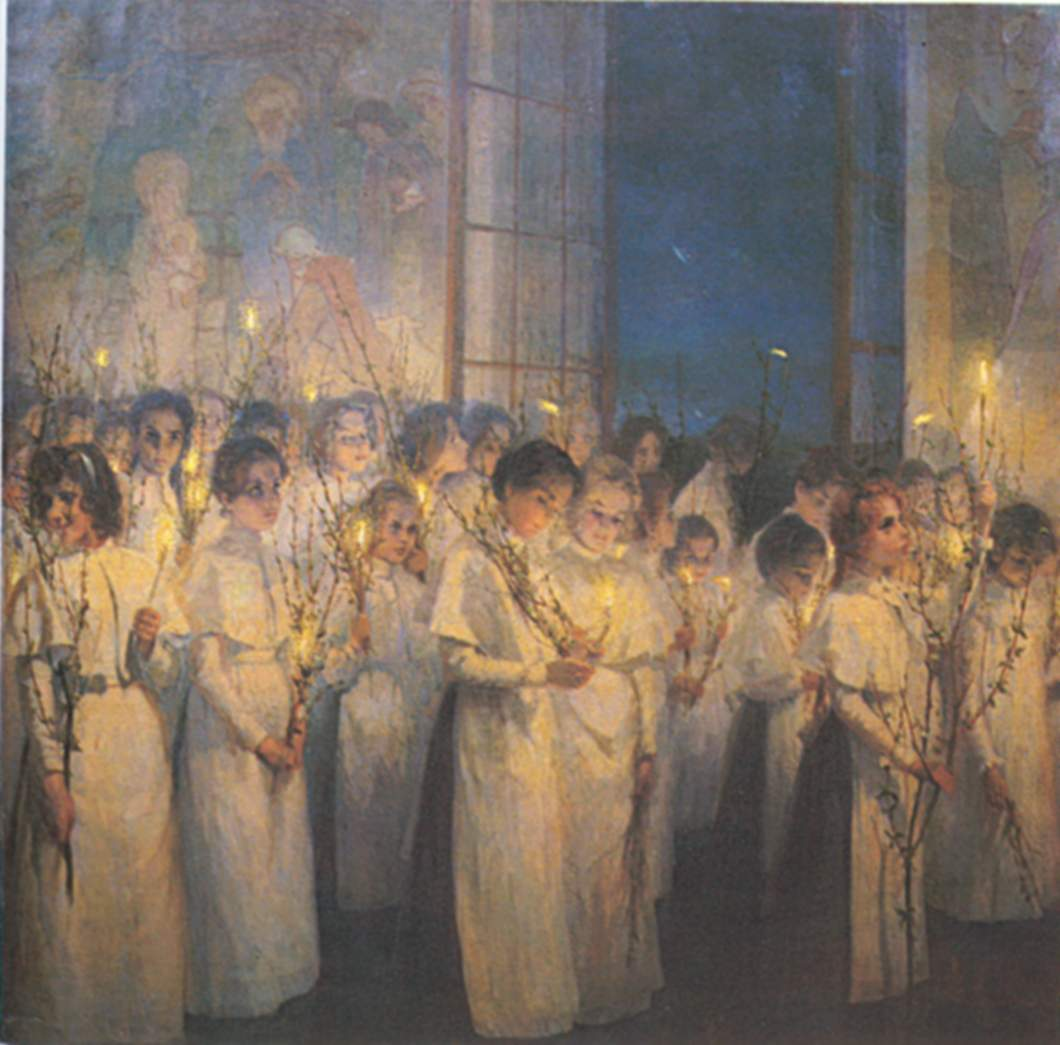
«Дівчата. Вербна неділя».

В Таганрозькому художньому музеї зберігаються полотна і Олександра Леонтовського, і Серафими Блонської. Найбільш сильною за враженням є картина Блонської «Дівчата. Вербна неділя», її дипломна праця 1900-го року, яку вона подарувала місту Таганрогу в 1942-му році. На картині змальовані юні дівчата у церкві під час святкової служби. У дівчат в руках гілочки верби, палають свічки, у відчинені двері храму заглядає синє нічне небо. Обличчя дівчат на полотні відповідають обличчям святих на стінних розписах церкви. Світлі чисті відтінки цієї картини створюють у глядачів урочистий святковий настрій.